# 達摩鯊屬
達摩鯊屬（学名：Isistius）為黑棘鮫科下的一屬，是全世界第二小的鯊魚，本屬物種最大的特徵在於牠們奇特的齒式與覓食行為。

## 種
- 雪茄達摩鯊 Isistius brasiliensis Quoy & Gaimard, 1824
- 大齒達摩鯊（英语：Isistius plutodus） Isistius plutodus Garrick & S. Springer, 1964
- †Isistius triangulus Probst, 1879
- †Isistius trituratus Winkler, 1876

## 習性
和其他鯊魚一樣，達摩鯊一生也會不斷替換牙齒。但是牠們在替換牙齒時，會一次替換整組而不是單顆牙齒。
達摩鯊通常會攻擊魚群，或者在漁船附近巡遊尋找容易攻擊的獵物。牠們會游到獵物的身邊，用其尖銳的牙齒直接咬下一口肉並離開。一些大型海洋生物如旗魚、鯨豚等身上常常可以看到達摩鯊啃咬所留下的傷口。達摩鯊一次可以吃下將近體重 50% 的食物。